# Eupithecia golearia
Eupithecia golearia là một loài bướm đêm trong họ Geometridae.